# مستشفيات جامعة الإسكندرية
مستشفيات جامعة الإسكندرية هي مجموعة من المستشفيات التابعة لكلية الطب بجامعة الإسكندرية، يبلغ عددها 12 مستشفى في مختلف المجالات والتخصصات، بلغت السعة الاستيعابية للمستشفيات سنة 2015 حوالي 3068 سرير، واستقبلت 189567 مريض، وأُجري بها 56078 عملية جراحية.

## المستشفيات التابعة
يبلغ عدد المستشفيات الجامعية 12 مستشفى هي:
- المستشفى الرئيسي الجامعي

أكبر المستشفيات الجامعية بالإسكندرية ويضم المستشفي الجامعي الجديد، بلغت القدرة الاستيعابية له سنة 2015 حوالي 1619 سرير، واستقبل 91428 مريض، وأُجري به 24176 عملية جراحية.
- مستشفى سموحة الجامعي

يضم مستشفى سموحة الجامعي لطب وجراحة الاطفال، ومستشفى سموحة للطوارئ، بلغت قدرته الاستيعابية سنة 2015 حوالي 587 سرير، واستقبل 34786 مريض، وأُجري به 9381 عملية جراحية.
- مستشفى الحضرة الجامعي

يضم مستشفي الحضرة للعظام، مستشفي الحضرة العصبية والنفسية، ومركز الإصابات، بلغت قدرته الاستيعابية سنة 2015 حوالي 388 سرير، واستقبل 23793 مريض، وأُجري به 2085 عملية جراحية.
- مستشفى الشاطبي الجامعي

يضم مستشفى الشاطبي للنساء والولادة، ومستشفى الشاطبي للأطفال، بلغت قدرته الاستيعابية سنة 2015 حوالي 275 سرير، واستقبل 23277 مريض، وأُجري به 9713 عملية جراحية.
- مستشفى برج العرب الجامعي

يضم مركز علاج أورام الأطفال، بلغت قدرته الاستيعابية سنة 2015 حوالي 80 سرير، واستقبل 164 مريض، وأُجري به 164 عملية جراحية.
- مستشفى المواساة الجامعي

بلغت قدرته الاستيعابية سنة 2015 حوالي 135 سرير، واستقبل 1496 مريض، وأُجري به 98 عملية جراحية.
- مستشفى طلبة جامعة الإسكندرية

بلغت طاقته الاستيعابية سنة 2015 حوالي 200 سرير، واستقبل 28204 مريض.
- مركز خدمات اليوم الواحد

بلغت قدرته الاستيعابية سنة 2015 حوالي 34 سرير، واستقبل 11198 مريض، وأُجري به 3761 عملية جراحية.

## معرض الصور

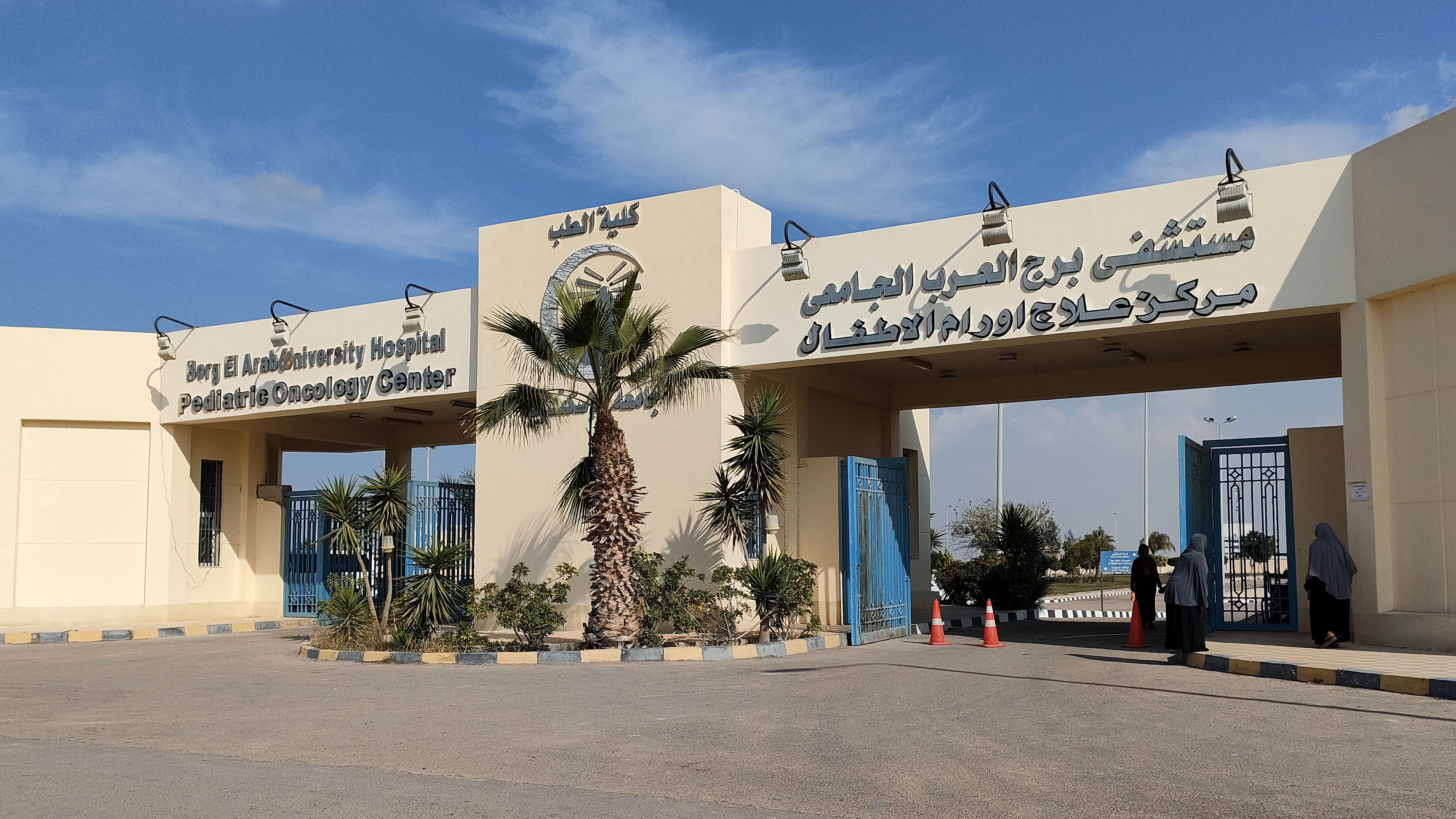
مستشفى برج العرب الجامعي
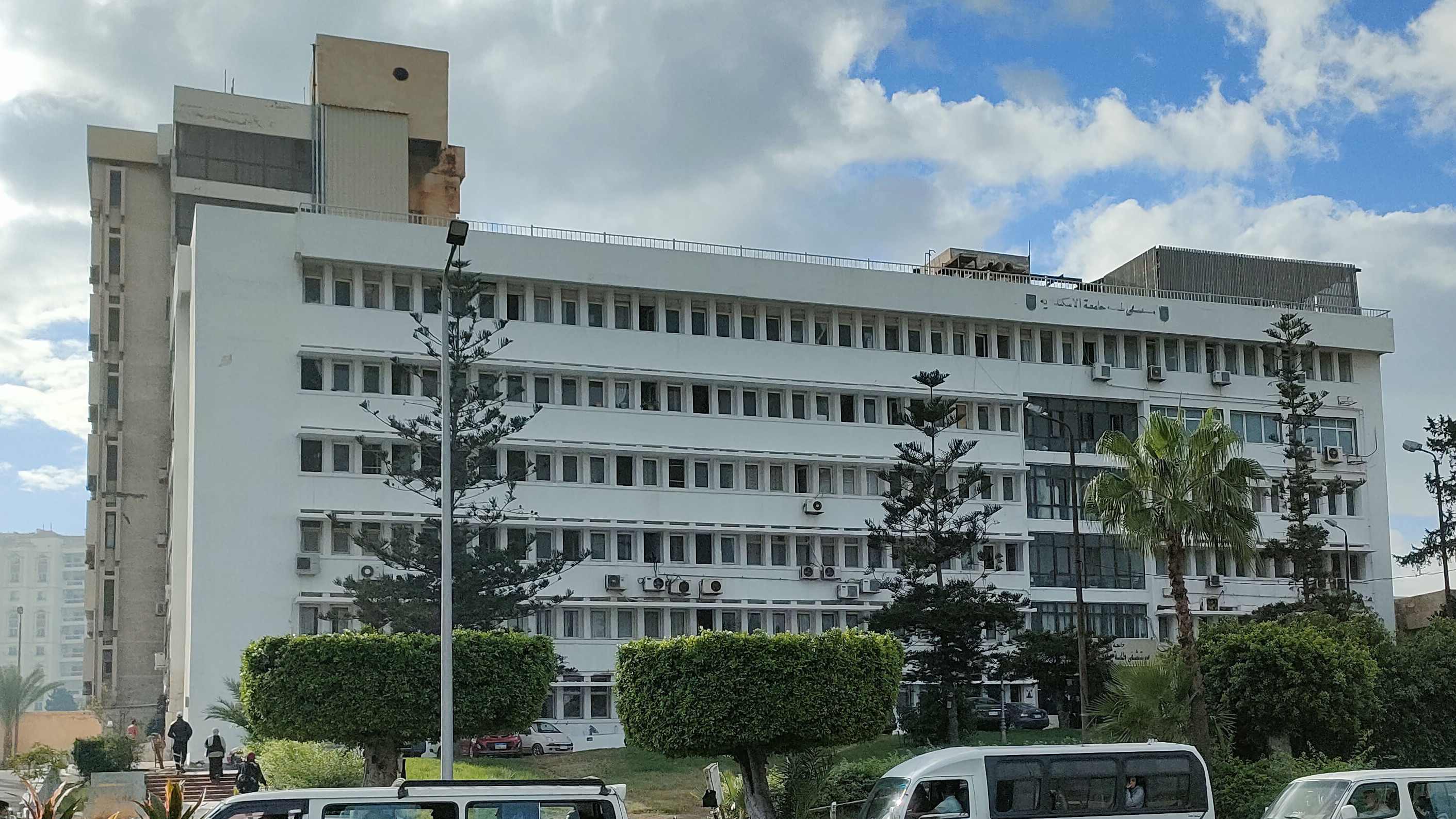
مستشفى طلبة الجامعة
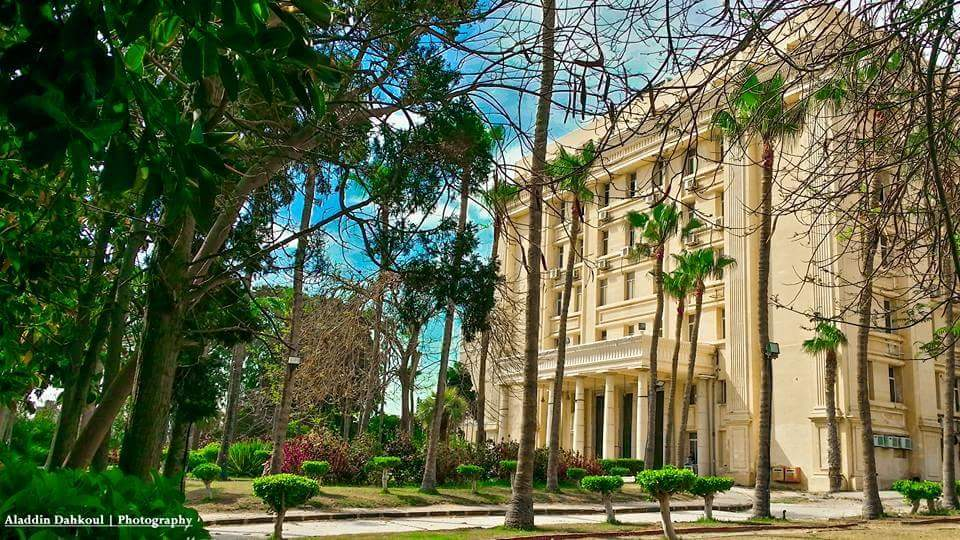
مستشفى المواساة الجامعي
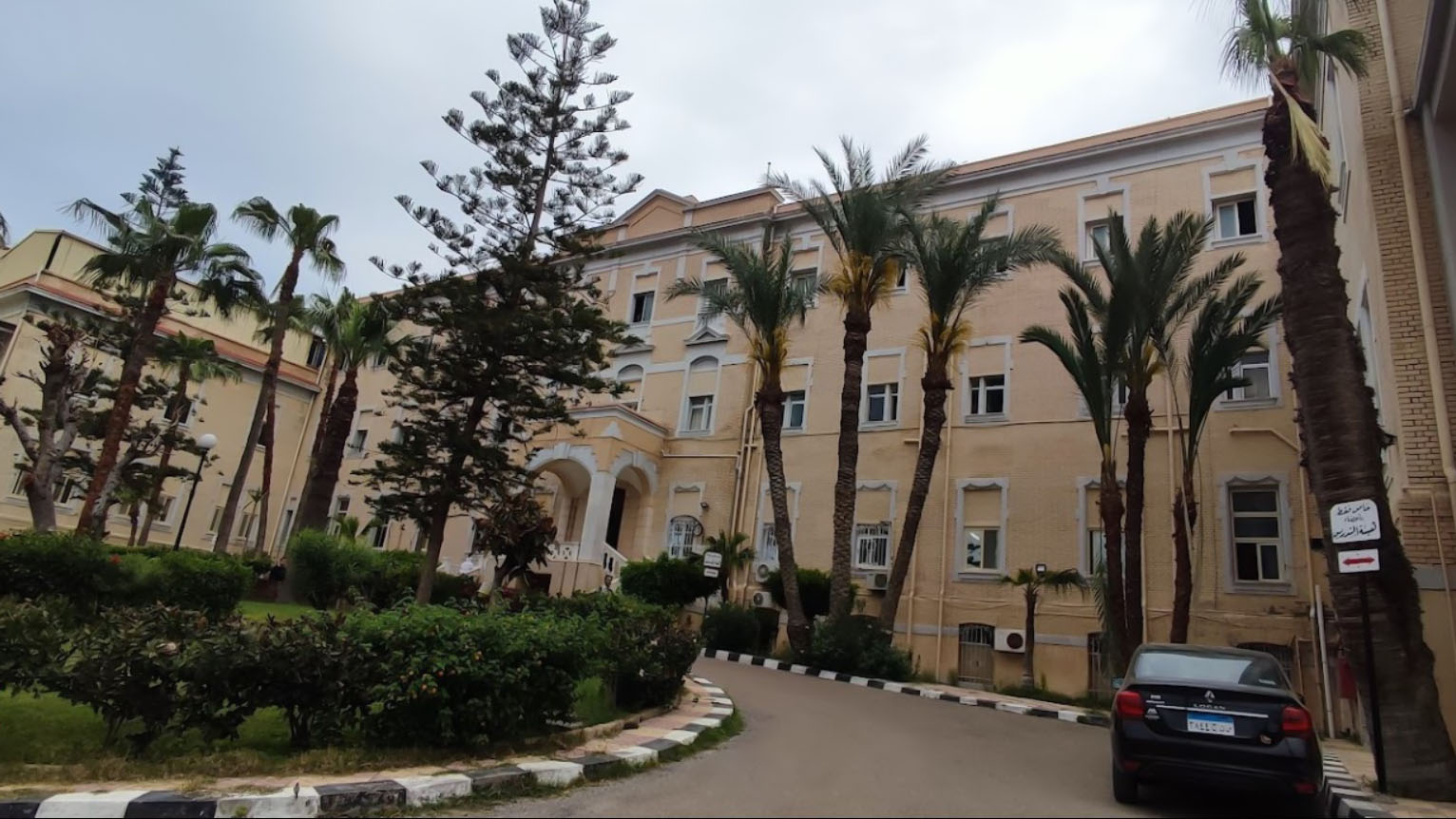
مستشفى الحضرة الجامعي

## وصلات خارجية
- الموقع الرسمي للمستشفيات.
- الصفحة الرسمية للمستشفيات على موقع فيس بوك.